# Samer Ismailat
Samer Ismailat (* 2. Dezember 1982 im Libanon) ist ein ehemaliger deutscher Basketballspieler.

## Laufbahn
Ismailat floh als Kind mit seiner Familie vor dem Bürgerkrieg im Libanon und wuchs dann in Aurich auf. Er spielte Basketball beim MTV Aurich, mit der Herrenmannschaft des Vereins stieg der 1,84 Meter große Guard 2006 in die 2. Regionalliga auf (Ismailat war mit 22,8 Punkten je Begegnung bester Korbschütze der Aufstiegsmannschaft) und spielte dort anschließend in der Saison 2006/07.
Er wechselte zu den Cuxhaven BasCats, für die er in der Saison 2007/08 elf Spiele mit einer mittleren Einsatzzeit von drei Minuten und 20 Sekunden bestritt und mit denen er Vizemeister der 2. Bundesliga ProA wurde. Auch in der Saison 2008/09 stand er zunächst in Cuxhavens Zweitligaaufgebot, kam zu fünf Kurzeinsätzen, im Januar 2009 wurde der Vertrag auf seinen Antrag hin aufgelöst. In Cuxhaven war er ebenfalls Trainer im Nachwuchsbereich. Ismailat spielte im weiteren Verlauf der Saison 2008/09 bei der TSG Westerstede in der 2. Regionalliga. In der Saison 2010/11 spielte er für den VfL Stade in der 1. Regionalliga.
2012 zog er nach Hamburg, wurde als Basketballtrainer und Sozialarbeiter sowie Sportlehrer tätig. Er setzte fortan den Basketballsport und Hip-Hop unter anderem in der Arbeit mit Flüchtlingskindern ein. 2016 gründete er im Stadtteil Sankt Pauli den Verein St. Pauli Bats, mit dem er in unterschiedlichen Projekten Jugendarbeit betreibt.